# Nobuo Nashiro
Nobuo Nashiro (jap. 名城信男 Nashiro Nobuo;  ur. 12 października 1981 w Narze) – japoński bokser, były zawodowy mistrz świata organizacji WBA w kategorii supermuszej (do 115 funtów).
Karierę zawodową rozpoczął w lipcu 2003. Do końca 2004 stoczył pięć zwycięskich walk. 3 kwietnia 2005 zmierzył się z Seiji Tanaką w walce o tytuł zawodowego mistrza Japonii w kategorii junior koguciej. Nashiro wygrał przez techniczny nokaut w ostatniej, dziesiątej rundzie. Tanaka w wyniku urazu po pojedynku zapadł w śpiączkę i zmarł dwanaście dni później na skutek powstałego po uderzeniu krwiaka śródczaszkowego.
W listopadzie 2005 Nashiro obronił swój tytuł, a następnie 22 lipca 2006, w swojej ósmej walce, pokonał przez techniczny nokaut Martína Castillo i zdobył tytuł mistrza świata WBA. W grudniu tego samego roku obronił swój pas mistrzowski, pokonując na punkty Eduardo Garcię.
3 maja 2007 przegrał na punkty z Alexandrem Muñozem i stracił tytuł mistrzowski. Po wygraniu dwóch kolejnych walk, 15 września 2008 zmierzył się z Kohei Kono, a stawką pojedynku był wakujący tytuł mistrzowski WBA (dotychczasowy mistrz – Muñoz, przegrał z Cristianem Mijaresem, który otrzymał status "Super Championa", ponieważ posiadał już wcześniej pas mistrzowski WBC). Nashiro pokonał rodaka na punkty po niejednogłośnej decyzji sędziów i odzyskał utracony rok wcześniej tytuł.
11 kwietnia 2009 roku, w pierwszej obronie mistrzowskiego tytułu, pokonał przez techniczny nokaut w ósmej rundzie Konosuke Tomiyamę, mimo że w szóstej rundzie dwukrotnie leżał na deskach i był bliski porażki. 30 września tego samego roku zaledwie zremisował z Hugo Fidelem Cázaresem, wystarczyło to jednak do obronienia pasa mistrzowskiego.